# Aziatisch kampioenschap voetbal 2023 (kwalificatie)
Aan de kwalificatie voor het Aziatisch kampioenschap voetbal 2023 deden 46 landen mee. De landen maken allemaal deel uit van de Aziatische voetbalband (AFC). De eerste twee rondes vielen samen met de kwalificatie voor het Wereldkampioenschap voetbal 2022. De kwalificatie vond plaats tussen 6 juni 2019 en 14 juni 2022.

## Rondes
Eerste ronde: Bij de eerste ronde beginnen de laagst gekwalificeerde landen (ranking 35–46). Zij spelen 2 wedstrijden (een uit- en thuiswedstrijd) tegen een ander land. De 6 winnaars van deze ronde kwalificeren zich voor de tweede ronde.

Tweede ronde: Bij de tweede ronde stromen de andere landen in (ranking 1–34) en nemen ook de 6 winnaars uit de eerste ronde deel. Er worden groepen gevormd met in iedere poule 5 landen. Ieder land speelt 2 keer tegen de andere landen (een uit- en thuiswedstrijd). De acht groepswinnaars en de vier beste nummers 2 kwalificeren zich voor de derde ronde. (Zij kwalificeren zich hiermee gelijk voor de Azië Cup 2023.)

Play-off ronde: De winnaars van de eerste ronde en de winnaars van de tweede ronde kwalificeren zich voor de derde ronde.

Derde ronde: Aan deze ronde doen landen mee die tweede, derde, vierde of vijfde werden uit de kwalificatie voor het wereldkampioenschap voetbal 2022. Ook de twee winnaars van de play-off ronde nemen deel. Er wordt gespeeld in een groep. De nummers 1 en de vijf beste nummers 2 kwalificeren zich voor het hoofdtoernooi.

## Data
Vanwege de uitbraak van het coronavirus overwoog de FIFA sinds begin maart 2020 om de wedstrijden tussen speeldagen 7 en 10 uit te stellen en te verplaatsen. Op 9 maart werd uiteindelijk besloten alle wedstrijden op die speeldagen uit te stellen naar een later datum. Een aantal maanden later, op 5 juni 2020 werd bekendgemaakt wat de nieuwe datums zijn van de uitgestelde wedstrijden. Speeldagen 7 tot en met 10 werden verplaatst naar oktober en november.
| Ronde        | Wedstrijddag     | Datum             |
| ------------ | ---------------- | ----------------- |
| Eerste ronde | Eerste wedstrijd | 6 juni 2019       |
| Eerste ronde | Tweede wedstrijd | 11 juni 2019      |
| Tweede ronde | Wedstrijddag 1   | 5 september 2019  |
| Tweede ronde | Wedstrijddag 2   | 10 september 2019 |
| Tweede ronde | Wedstrijddag 3   | 10 oktober 2019   |
| Tweede ronde | Wedstrijddag 4   | 15 oktober 2019   |
| Tweede ronde | Wedstrijddag 5   | 14 november 2019  |
| Tweede ronde | Wedstrijddag 6   | 19 november 2019  |
| Tweede ronde | Wedstrijddag 7   | 25 maart 2021     |
| Tweede ronde | Wedstrijddag 8   | 30 maart 2021     |
| Tweede ronde | Wedstrijddag 9   | 9 juni 2021       |
| Tweede ronde | Wedstrijddag 10  | 13 juni 2021      |

| Ronde          | Wedstrijddag                | Datum            |
| -------------- | --------------------------- | ---------------- |
| Play-off ronde | Eerste ronde – 1e wedstrijd | 1 september 2021 |
| Play-off ronde | Eerste ronde – 2e wedstrijd | 5 september 2021 |
| Play-off ronde | Tweede ronde – 1e wedstrijd | 5 oktober 2021   |
| Play-off ronde | Tweede ronde – 2e wedstrijd | 9 oktober 2021   |
| Derde ronde    | Eerste wedstrijd            | 9 november 2021  |
| Derde ronde    | Tweede wedstrijd            | 13 november 2021 |
| Derde ronde    | Derde wedstrijd             | 25 januari 2022  |
| Derde ronde    | Vierde wedstrijd            | 29 januari 2022  |
| Derde ronde    | Vijfde wedstrijd            | 24 maart 2022    |
| Derde ronde    | Zesde wedstrijd             | 28 maart 2022    |

## Deelnemers

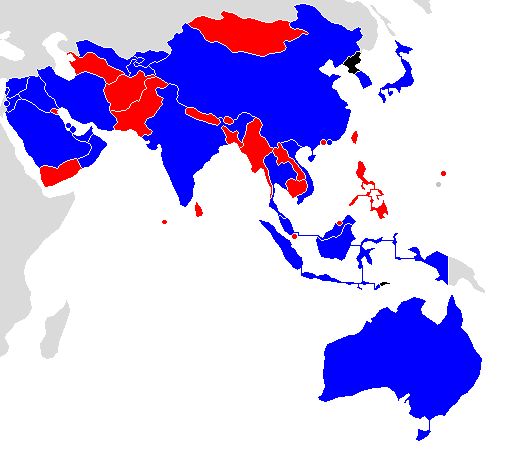
Gekwalificeerd
Kan zich nog kwalificeren
Niet gekwalificeerd
Niet deelgenomen
Geen AFC-lid

Er zullen 46 landen deelnemen aan de kwalificatie. Om te bepalen in welke ronde de landen instromen is gekeken naar de FIFA-wereldranglijst van april 2019. Omdat deze kwalificatie tegelijk voor het wereldkampioenschap als voor het Aziatisch kampioenschap is zullen de gastlanden (Qatar voor het wereldkampioenschap en China of Zuid-Korea voor de Azië Cup) ook deelnemen aan het kwalificatietoernooi. Oost-Timor is weliswaar voor de AFC geschorst vanwege het opstellen van niet-speelgerechtige spelers tijdens het kwalificatietoernooi voor het Aziatisch kampioenschap voetbal 2019. Omdat het land niet geschorst is door de FIFA mag het toch deelnemen.
| Starten in de tweede ronde (ranking 1–34) | Starten in de eerste ronde (ranking 35–46) |
| --- | --- |
| 1. Iran (21) 2. Japan (26) 3. Zuid-Korea (37) 4. Australië (41) 5. Qatar (55) 6. Verenigde Arabische Emiraten (67) 7. Saoedi-Arabië (72) 8. China (74) 9. Irak (76) 10. Syrië (83) 11. Oezbekistan (85) 12. Libanon (86) 13. Oman (86) 14. Kirgizië (95) 15. Jordanië (97) 16. Vietnam (98) 17. Palestina (99) 18. India (101) 19. Bahrein (111) 20. Thailand (114) 21. Tadzjikistan (120) 22. Noord-Korea (121) 23. Filipijnen (124) 24. Chinees Taipei (125) 25. Turkmenistan (136) 26. Myanmar (140) 27. Hongkong (141) 28. Jemen (146) 29. Afghanistan (149) 30. Malediven (151) 31. Koeweit (156) 32. Indonesië (159) 33. Singapore (160) 34. Nepal (161) | 1. Maleisië (168) 2. Cambodja (173) 3. Macau (183) 4. Laos (184) 5. Bhutan (186) 6. Mongolië (187) 7. Bangladesh (188) 8. Guam (193) 9. Brunei (194) 10. Oost-Timor (195) 11. Pakistan (200) 12. Sri Lanka (202) |

## Eerste ronde
| Team 1   | Totaal | Team 2     | 1e wedstrijd | 2e wedstrijd |
| -------- | ------ | ---------- | ------------ | ------------ |
| Mongolië | 3 – 2  | Brunei     | 2 – 0        | 1 – 2        |
| Macau    | 1 – 3  | Sri Lanka  | 1 – 0        | 0 – 3        |
| Laos     | 0 – 1  | Bangladesh | 0 – 1        | 0 – 0        |
| Maleisië | 12 – 2 | Oost-Timor | 7 – 1        | 5 – 1        |
| Cambodja | 4 – 1  | Pakistan   | 2 – 0        | 2 – 1        |
| Bhutan   | 1 – 5  | Guam       | 1 – 0        | 0 – 5        |

## Tweede ronde
Groep A
| Pos | Team       | Wed | W | G | V | Ptn | DV | DT | +/− | Kwalificatie                      |  | Vlag van Syrië | Vlag van China | Vlag van Filipijnen | Vlag van Malediven | Vlag van Guam |
| --- | ---------- | --- | - | - | - | --- | -- | -- | --- | --------------------------------- |  | -------------- | -------------- | ------------------- | ------------------ | ------------- |
| 1   | Syrië      | 8   | 7 | 0 | 1 | 21  | 22 | 7  | +15 | Azië Cup 2023                     |  | —              | 2–1            | 1–0                 | 2–1                | 4–0           |
| 2   | China      | 8   | 6 | 1 | 1 | 19  | 30 | 3  | +27 | Azië Cup 2023                     |  | 3–1            | —              | 2–0                 | 5–0                | 7–0           |
| 3   | Filipijnen | 8   | 3 | 2 | 3 | 11  | 12 | 11 | +1  | Derde ronde Azië Cup Kwalificatie |  | 2–5            | 0–0            | —                   | 1–1                | 3–0           |
| 4   | Malediven  | 8   | 2 | 1 | 5 | 7   | 7  | 20 | −13 | Derde ronde Azië Cup Kwalificatie |  | 0–4            | 0–5            | 1–2                 | —                  | 3–1           |
| 5   | Guam       | 8   | 0 | 0 | 8 | 0   | 2  | 32 | −30 | Play-off Azië Cup Kwalificatie    |  | 0–3            | 0–7            | 1–4                 | 0–1                | —             |

Groep B
| Pos | Team           | Wed | W | G | V | Ptn | DV | DT | +/− | Kwalificatie                      |  | Vlag van Australië | Vlag van Koeweit | Vlag van Jordanië | Vlag van Nepal | Vlag van Chinees Taipei |
| --- | -------------- | --- | - | - | - | --- | -- | -- | --- | --------------------------------- |  | ------------------ | ---------------- | ----------------- | -------------- | ----------------------- |
| 1   | Australië      | 8   | 8 | 0 | 0 | 24  | 28 | 2  | +26 | Azië Cup 2023                     |  | —                  | 3–0              | 1–0               | 5–0            | 5–1                     |
| 2   | Koeweit        | 8   | 4 | 2 | 2 | 14  | 19 | 7  | +12 | Derde ronde Azië Cup Kwalificatie |  | 0–3                | —                | 0–0               | 7–0            | 9–0                     |
| 3   | Jordanië       | 8   | 4 | 2 | 2 | 14  | 13 | 3  | +10 | Derde ronde Azië Cup Kwalificatie |  | 0–1                | 0–0              | —                 | 3–0            | 5–0                     |
| 4   | Nepal          | 8   | 2 | 0 | 6 | 6   | 4  | 22 | −18 | Derde ronde Azië Cup Kwalificatie |  | 0–3                | 0–1              | 0–3               | —              | 2–0                     |
| 5   | Chinees Taipei | 8   | 0 | 0 | 8 | 0   | 4  | 34 | −30 | Play-off Azië Cup Kwalificatie    |  | 1–7                | 1–2              | 1–2               | 0–2            | —                       |

Groep C
| Pos | Team     | Wed | W | G | V | Ptn | DV | DT | +/− | Kwalificatie                      |  | Vlag van Iran | Vlag van Irak | Vlag van Bahrein | Vlag van Hongkong | Vlag van Cambodja |
| --- | -------- | --- | - | - | - | --- | -- | -- | --- | --------------------------------- |  | ------------- | ------------- | ---------------- | ----------------- | ----------------- |
| 1   | Iran     | 8   | 6 | 0 | 2 | 18  | 34 | 4  | +30 | Azië Cup 2023                     |  | —             | 1–0           | 3–0              | 3–1               | 14–0              |
| 2   | Irak     | 8   | 5 | 2 | 1 | 17  | 14 | 4  | +10 | Azië Cup 2023                     |  | 2–1           | —             | 0–0              | 2–0               | 4–1               |
| 3   | Bahrein  | 8   | 4 | 3 | 1 | 15  | 15 | 4  | +11 | Derde ronde Azië Cup Kwalificatie |  | 1–0           | 1–1           | —                | 4–0               | 8–0               |
| 4   | Hongkong | 8   | 1 | 2 | 5 | 5   | 4  | 13 | −9  | Derde ronde Azië Cup Kwalificatie |  | 0–2           | 0–1           | 0–0              | —                 | 2–0               |
| 5   | Cambodja | 8   | 0 | 1 | 7 | 1   | 2  | 44 | −42 | Play-off Azië Cup Kwalificatie    |  | 0–10          | 0–4           | 0–1              | 1–1               | —                 |

Groep D
| Pos | Team          | Wed | W | G | V | Ptn | DV | DT | +/− | Kwalificatie                      |  | Vlag van Saoedi-Arabië | Vlag van Oezbekistan | Vlag van Palestina | Vlag van Singapore | Vlag van Jemen |
| --- | ------------- | --- | - | - | - | --- | -- | -- | --- | --------------------------------- |  | ---------------------- | -------------------- | ------------------ | ------------------ | -------------- |
| 1   | Saoedi-Arabië | 8   | 6 | 2 | 0 | 20  | 22 | 4  | +18 | Azië Cup 2023                     |  | —                      | 3–0                  | 5–0                | 3–0                | 3–0            |
| 2   | Oezbekistan   | 8   | 5 | 0 | 3 | 15  | 18 | 9  | +9  | Derde ronde Azië Cup Kwalificatie |  | 2–3                    | —                    | 2–0                | 5–0                | 5–0            |
| 3   | Palestina     | 8   | 3 | 1 | 4 | 10  | 10 | 10 | 0   | Derde ronde Azië Cup Kwalificatie |  | 0–0                    | 2–0                  | —                  | 4–0                | 3–0            |
| 4   | Singapore     | 8   | 2 | 1 | 5 | 7   | 7  | 22 | −15 | Derde ronde Azië Cup Kwalificatie |  | 0–3                    | 1–3                  | 2–1                | —                  | 2–2            |
| 5   | Jemen         | 8   | 1 | 2 | 5 | 5   | 6  | 18 | −12 | Derde ronde Azië Cup Kwalificatie |  | 2–2                    | 0–1                  | 1–0                | 1–2                | —              |

Groep E
| Pos | Team        | Wed | W | G | V | Ptn | DV | DT | +/− | Kwalificatie                      |  | Vlag van Qatar | Vlag van Oman | Vlag van India | Vlag van Afghanistan | Vlag van Bangladesh |
| --- | ----------- | --- | - | - | - | --- | -- | -- | --- | --------------------------------- |  | -------------- | ------------- | -------------- | -------------------- | ------------------- |
| 1   | Qatar       | 8   | 7 | 1 | 0 | 22  | 18 | 1  | +17 | Azië Cup 2023                     |  | —              | 2–1           | 0–0            | 6–0                  | 5–0                 |
| 2   | Oman        | 8   | 6 | 0 | 2 | 18  | 16 | 6  | +10 | Azië Cup 2023                     |  | 0–1            | —             | 1–0            | 3–0                  | 4–1                 |
| 3   | India       | 8   | 1 | 4 | 3 | 7   | 6  | 7  | −1  | Derde ronde Azië Cup Kwalificatie |  | 0–1            | 1–2           | —              | 1–1                  | 1–1                 |
| 4   | Afghanistan | 8   | 1 | 3 | 4 | 6   | 5  | 15 | −10 | Derde ronde Azië Cup Kwalificatie |  | 0–1            | 1–2           | 1–1            | —                    | 1–0                 |
| 5   | Bangladesh  | 8   | 0 | 2 | 6 | 2   | 3  | 19 | −16 | Derde ronde Azië Cup Kwalificatie |  | 0–2            | 0–3           | 0–2            | 1–1                  | —                   |

Groep F
| Pos | Team         | Wed | W | G | V | Ptn | DV | DT | +/− | Kwalificatie                      |  | Vlag van Japan | Vlag van Tadzjikistan | Vlag van Kirgizië | Vlag van Mongolië | Vlag van Myanmar |
| --- | ------------ | --- | - | - | - | --- | -- | -- | --- | --------------------------------- |  | -------------- | --------------------- | ----------------- | ----------------- | ---------------- |
| 1   | Japan        | 8   | 8 | 0 | 0 | 24  | 46 | 2  | +44 | Azië Cup 2023                     |  | —              | 4–1                   | 5–1               | 6–0               | 10–0             |
| 2   | Tadzjikistan | 8   | 4 | 1 | 3 | 13  | 14 | 12 | +2  | Derde ronde Azië Cup Kwalificatie |  | 0–3            | —                     | 1–0               | 3–0               | 4–0              |
| 3   | Kirgizië     | 8   | 3 | 1 | 4 | 10  | 19 | 12 | +7  | Derde ronde Azië Cup Kwalificatie |  | 0–2            | 1–1                   | —                 | 0–1               | 7–0              |
| 4   | Mongolië     | 8   | 2 | 0 | 6 | 6   | 3  | 27 | −24 | Derde ronde Azië Cup Kwalificatie |  | 0–14           | 0–1                   | 1–2               | —                 | 1–0              |
| 5   | Myanmar      | 8   | 2 | 0 | 6 | 6   | 6  | 35 | −29 | Derde ronde Azië Cup Kwalificatie |  | 0–2            | 4–3                   | 1–8               | 1–0               | —                |

Groep G
| Pos | Team                         | Wed | W | G | V | Ptn | DV | DT | +/− | Kwalificatie                      |  | Vlag van Verenigde Arabische Emiraten | Vlag van Vietnam | Vlag van Maleisië | Vlag van Thailand | Vlag van Indonesië |
| --- | ---------------------------- | --- | - | - | - | --- | -- | -- | --- | --------------------------------- |  | ------------------------------------- | ---------------- | ----------------- | ----------------- | ------------------ |
| 1   | Verenigde Arabische Emiraten | 8   | 6 | 0 | 2 | 18  | 23 | 7  | +16 | Azië Cup 2023                     |  | —                                     | 3–2              | 4–0               | 3–1               | 5–0                |
| 2   | Vietnam                      | 8   | 5 | 2 | 1 | 17  | 13 | 5  | +8  | Azië Cup 2023                     |  | 1–0                                   | —                | 1–0               | 0–0               | 4–0                |
| 3   | Maleisië                     | 8   | 4 | 0 | 4 | 12  | 10 | 12 | −2  | Derde ronde Azië Cup Kwalificatie |  | 1–2                                   | 1–2              | —                 | 2–1               | 2–0                |
| 4   | Thailand                     | 8   | 2 | 3 | 3 | 9   | 9  | 9  | 0   | Derde ronde Azië Cup Kwalificatie |  | 2–1                                   | 0–0              | 0–1               | —                 | 2–2                |
| 5   | Indonesië                    | 8   | 0 | 1 | 7 | 1   | 5  | 27 | −22 | Play-off Azië Cup Kwalificatie    |  | 0–5                                   | 1–3              | 2–3               | 0–3               | —                  |

Groep H
| Pos | Team         | Wed | W | G | V | Ptn | DV | DT | +/− | Kwalificatie                      |  | Vlag van Zuid-Korea | Vlag van Libanon | Vlag van Turkmenistan | Vlag van Sri Lanka | Vlag van Noord-Korea |
| --- | ------------ | --- | - | - | - | --- | -- | -- | --- | --------------------------------- |  | ------------------- | ---------------- | --------------------- | ------------------ | -------------------- |
| 1   | Zuid-Korea   | 6   | 5 | 1 | 0 | 16  | 22 | 1  | +21 | Azië Cup 2023                     |  | —                   | 2–1              | 5–0                   | 8–0                | 7 jun                |
| 2   | Libanon      | 6   | 3 | 1 | 2 | 10  | 11 | 8  | +3  | Azië Cup 2023                     |  | 0–0                 | —                | 2–1                   | 3–2                | 0–0                  |
| 3   | Turkmenistan | 6   | 3 | 0 | 3 | 9   | 8  | 11 | −3  | Derde ronde Azië Cup Kwalificatie |  | 0–2                 | 3–2              | —                     | 2–0                | 3–1                  |
| 4   | Sri Lanka    | 6   | 0 | 0 | 6 | 0   | 2  | 23 | −21 | Derde ronde Azië Cup Kwalificatie |  | 0–5                 | 0–3              | 0–2                   | —                  | 0–1                  |
| 5   | Noord-Korea  | 0   | 0 | 0 | 0 | 0   | 0  | 0  | 0   | Teruggetrokken                    |  | 0–0                 | 2–0              | 15 jun                | 3 jun              | —                    |

## Play-off ronde
Voor deze ronde kwalificeren de 4 laagst geklasseerde landen uit de kwalificatie voor het wereldkampioenschap voetbal 2022. Er worden twee landen aan elkaar gekoppeld die twee keer een wedstrijd tegen elkaar spelen. De landen die ook vijfde werden, maar hoger geklasseerd staan stromen direct door naar de derde ronde.
| Groep (2e ronde) | Vijfde plaatsen |
| ---------------- | --------------- |
| Groep A          | Guam            |
| Groep B          | Chinees Taipei  |
| Groep C          | Cambodja        |
| Groep D          |                 |
| Groep E          |                 |
| Groep F          |                 |
| Groep G          | Indonesië       |
| Groep H          |                 |

### Loting
De loting vond plaats op 24 juni 2021 in het AFC House in Kuala Lumpur, Maleisië.
| Pot 1              | Pot 2               |
| ------------------ | ------------------- |
| Indonesië Cambodja | Chinees Taipei Guam |

### Wedstrijden
| Team 1    | Totaal | Team 2         | 1e wedstrijd | 2e wedstrijd |
| --------- | ------ | -------------- | ------------ | ------------ |
| Guam      | 1 – 3  | Cambodja       | 0 – 1        | 1 – 2        |
| Indonesië | 5 – 1  | Chinees Taipei | 2 – 1        | 3 – 0        |

|                                                 |      |              |               | |
| 9 oktober 2021 «onderlinge duels» 19:30 (UTC+3) | Guam | 0 – 1        | Cambodja      | Khalifa Sports City Stadion, Madinat Isa (Bahrein) Toeschouwers: 0 Scheidsrechter: Hussein Abo Yehia (LIB) |
| 9 oktober 2021 «onderlinge duels» 19:30 (UTC+3) |      | Externe link | 26' Vathanaka | Khalifa Sports City Stadion, Madinat Isa (Bahrein) Toeschouwers: 0 Scheidsrechter: Hussein Abo Yehia (LIB) |

|                                                  |                         |              |              | |
| 12 oktober 2021 «onderlinge duels» 19:30 (UTC+3) | Cambodja                | 2 – 1        | Guam         | Khalifa Sports City Stadion, Madinat Isa (Bahrein) Toeschouwers: 0 Scheidsrechter: Ismaeel Habib (BHR) |
| 12 oktober 2021 «onderlinge duels» 19:30 (UTC+3) | Suhana 51' Sokpheng 55' | Externe link | 36' Mendiola | Khalifa Sports City Stadion, Madinat Isa (Bahrein) Toeschouwers: 0 Scheidsrechter: Ismaeel Habib (BHR) |

|                                                 |                        |              |                  |                                                                                        |
| 7 oktober 2021 «onderlinge duels» 20:00 (UTC+7) | Indonesië              | 2 – 1        | Chinees Taipei   | Buriramstadion, Buriram (Thailand) Toeschouwers: 0 Scheidsrechter: Payam Heydari (IRN) |
| 7 oktober 2021 «onderlinge duels» 20:00 (UTC+7) | Rumakiek 16' Dimas 48' | Externe link | 90' Hsu Heng-pin | Buriramstadion, Buriram (Thailand) Toeschouwers: 0 Scheidsrechter: Payam Heydari (IRN) |

|                                                  |                |              |                                     |                                                                                          |
| 12 oktober 2021 «onderlinge duels» 19:00 (UTC+8) | Chinees Taipei | 0 – 3        | Indonesië                           | Buriramstadion, Buriram (Thailand) Toeschouwers: 0 Scheidsrechter: Mohammad Arafah (JOR) |
| 12 oktober 2021 «onderlinge duels» 19:00 (UTC+8) |                | Externe link | 26' Egy 55' Kambuaya 90+3' Sulaeman | Buriramstadion, Buriram (Thailand) Toeschouwers: 0 Scheidsrechter: Mohammad Arafah (JOR) |

## Derde ronde
Aan deze ronde doen landen mee die tweede, derde, vierde of vijfde werden uit de kwalificatie voor het wereldkampioenschap voetbal 2022. Van de nummers 2 doen alleen de slechtste drie landen mee, want de overige nummers 2 plaatsen zich (net als de nummers 1) direct voor het hoofdtoernooi. De nummers 3 en 4 doen allemaal mee aan deze ronde en van de nummers vijf doen de beste vier landen mee, de overige nummers 5 kunnen zich via de play-off ronde nog wel kwalificeren voor de derde ronde. 
| Groep   | Tweede plaatsen (Slechtste 3) | Derde plaatsen | Vierde plaatsen | Vijfde plaatsen (Beste 3) |
| ------- | ----------------------------- | -------------- | --------------- | ------------------------- |
| Groep A |                               | Filipijnen     | Malediven       |                           |
| Groep B | Koeweit                       | Jordanië       | Nepal           |                           |
| Groep C |                               | Bahrein        | Hongkong        |                           |
| Groep D | Oezbekistan                   | Palestina      | Singapore       | Jemen                     |
| Groep E |                               | India          | Afghanistan     | Bangladesh                |
| Groep F | Tadzjikistan                  | Kirgizië       | Mongolië        | Myanmar                   |
| Groep G |                               | Maleisië       | Thailand        |                           |
| Groep H |                               | Turkmenistan   | Sri Lanka       |                           |

### Loting en opzet
Op 20 oktober 2021 liet de AFC weten dat de wedstrijden gecentraliseerd zullen worden afgewerkt, dat wil zeggen op één plaats. Reden hiervoor is om zoveel mogelijk rekening te houden met veiligheid, protocollen en reisbeperkingen veroorzaakt door de coronapandemie. Het aantal wedstrijden wordt teruggebracht naar drie per land. De wedstrijden zullen in juni 2022 worden gespeeld. Doordat de wedstrijden op één plek worden gespeeld hoeft er geen uit- en thuiswedstrijden gespeeld te worden.
De loting werd in februari 2022 gehouden.
| Wedstrijddag   | Datum        | Wedstrijden                          |
| -------------- | ------------ | ------------------------------------ |
| Wedstrijddag 1 | 8 juni 2022  | Team 2 vs. Team 3, Team 1 vs. Team 4 |
| Wedstrijddag 2 | 11 juni 2022 | Team 3 vs. Team 1, Team 4 vs. Team 2 |
| Wedstrijddag 3 | 14 juni 2022 | Team 3 vs. Team 4, Team 1 vs. Team 2 |

### Groep A
| Pos | Team      | Wed | W | G | V | Ptn | DV | DT | +/− | Kwalificatie  |   | Vlag van Jordanië | Vlag van Indonesië | Vlag van Koeweit | Vlag van Nepal |
| --- | --------- | --- | - | - | - | --- | -- | -- | --- | ------------- | - | ----------------- | ------------------ | ---------------- | -------------- |
| 1   | Jordanië  | 3   | 3 | 0 | 0 | 9   | 6  | 0  | +6  | Azië Cup 2023 |   |                   | –                  | 7 – 0            | 2 – 0          |
| 2   | Indonesië | 3   | 2 | 0 | 1 | 6   | 9  | 2  | +7  | Azië Cup 2023 |   | 0 – 1             |                    | –                | 3 – 0          |
| 3   | Koeweit   | 3   | 1 | 0 | 2 | 3   | 5  | 6  | −1  |               |   | –                 | 1 – 2              |                  | –              |
| 4   | Nepal     | 3   | 0 | 0 | 3 | 0   | 1  | 13 | −12 |               | – | –                 | 1 – 4              |                  |                |

|                                              |            |         |                             | |
| 8 juni 2022 «onderlinge duels» 19:15 (UTC+3) | Koeweit    | 1 – 2   | Indonesië                   | Jaber Al-Ahmad Internationaal Stadion, Koeweit Toeschouwers: 6.100 Scheidsrechter: Nasrullo Kabirov (TJK) |
| 8 juni 2022 «onderlinge duels» 19:15 (UTC+3) | Nasser 41' | Verslag | 44' (pen.) Klok 46' Rachmat | Jaber Al-Ahmad Internationaal Stadion, Koeweit Toeschouwers: 6.100 Scheidsrechter: Nasrullo Kabirov (TJK) |

|                                              |                                 |         |       | |
| 8 juni 2022 «onderlinge duels» 22:15 (UTC+3) | Jordanië                        | 2 – 0   | Nepal | Jaber Al-Ahmad Internationaal Stadion, Koeweit Toeschouwers: 1.262 Scheidsrechter: Chae Sang-hyeop (KOR) |
| 8 juni 2022 «onderlinge duels» 22:15 (UTC+3) | Olwan 69' Al-Dardour 82' (pen.) | Verslag |       | Jaber Al-Ahmad Internationaal Stadion, Koeweit Toeschouwers: 1.262 Scheidsrechter: Chae Sang-hyeop (KOR) |

|                                               |                 |         |                                               | |
| 11 juni 2022 «onderlinge duels» 19:15 (UTC+3) | Nepal           | 1 – 4   | Koeweit                                       | Jaber Al-Ahmad Internationaal Stadion, Koeweit Toeschouwers: 10.360 Scheidsrechter: Pranjal Banerjee (IND) |
| 11 juni 2022 «onderlinge duels» 19:15 (UTC+3) | D. Gurung 90+4' | Verslag | 28' Al-Rashidi 48', 70' Nasser 73' Al-Faneeni | Jaber Al-Ahmad Internationaal Stadion, Koeweit Toeschouwers: 10.360 Scheidsrechter: Pranjal Banerjee (IND) |

|                                               |           |         |               | |
| 11 juni 2022 «onderlinge duels» 22:15 (UTC+3) | Indonesië | 0 – 1   | Jordanië      | Jaber Al-Ahmad Internationaal Stadion, Koeweit Toeschouwers: 2.410 Scheidsrechter: Yaqoob Abdul Baki (OMA) |
| 11 juni 2022 «onderlinge duels» 22:15 (UTC+3) |           | Verslag | 48' Al-Naimat | Jaber Al-Ahmad Internationaal Stadion, Koeweit Toeschouwers: 2.410 Scheidsrechter: Yaqoob Abdul Baki (OMA) |

|                                               |                                          |         |         | |
| 14 juni 2022 «onderlinge duels» 19:15 (UTC+3) | Jordanië                                 | 3 – 0   | Koeweit | Jaber Al-Ahmad Internationaal Stadion, Koeweit Toeschouwers: 18.170 Scheidsrechter: Mohd Amirul Izwan Yaacob (MAS) |
| 14 juni 2022 «onderlinge duels» 19:15 (UTC+3) | Olwan 62' Al-Mardi 89' Al-Rawabdeh 90+5' | Verslag |         | Jaber Al-Ahmad Internationaal Stadion, Koeweit Toeschouwers: 18.170 Scheidsrechter: Mohd Amirul Izwan Yaacob (MAS) |

|                                               |                                                                             |         |       | |
| 14 juni 2022 «onderlinge duels» 22:15 (UTC+3) | Indonesië                                                                   | 7 – 0   | Nepal | Jaber Al-Ahmad Internationaal Stadion, Koeweit Toeschouwers: 3.145 Scheidsrechter: Hussein Abo Yehia (LIB) |
| 14 juni 2022 «onderlinge duels» 22:15 (UTC+3) | Dimas 6' Witan 43', 81' Fachruddin 54' Saddil 55' Baggott 80' Marselino 90' | Verslag |       | Jaber Al-Ahmad Internationaal Stadion, Koeweit Toeschouwers: 3.145 Scheidsrechter: Hussein Abo Yehia (LIB) |

### Groep B
| Pos | Team       | Wed | W | G | V | Ptn | DV | DT | +/− | Kwalificatie  |       | Vlag van Palestina | Vlag van Filipijnen | Vlag van Mongolië | Vlag van Jemen |
| --- | ---------- | --- | - | - | - | --- | -- | -- | --- | ------------- | ----- | ------------------ | ------------------- | ----------------- | -------------- |
| 1   | Palestina  | 3   | 3 | 0 | 0 | 9   | 10 | 0  | +10 | Azië Cup 2023 |       |                    | 0 – 2               | 1 – 0             | –              |
| 2   | Filipijnen | 3   | 1 | 1 | 1 | 4   | 1  | 4  | −3  |               |       | –                  |                     | –                 | 0 – 0          |
| 3   | Mongolië   | 3   | 1 | 0 | 2 | 3   | 2  | 2  | 0   |               | –     | 0 – 1              |                     | –                 |                |
| 4   | Jemen      | 3   | 0 | 1 | 2 | 1   | 0  | 7  | −7  |               | 0 – 5 | –                  | 4 – 0               |                   |                |

|                                              |            |       |       |                                                                                      |
| 8 juni 2022 «onderlinge duels» 12:30 (UTC+8) | Filipijnen | 0 – 0 | Jemen | MFF Football Centre, Ulaanbaatar Toeschouwers: 25 Scheidsrechter: Kim Dae-yong (KOR) |
| 8 juni 2022 «onderlinge duels» 12:30 (UTC+8) | Verslag    |       |       | MFF Football Centre, Ulaanbaatar Toeschouwers: 25 Scheidsrechter: Kim Dae-yong (KOR) |

|                                              |                    |         |          |                                                                                              |
| 8 juni 2022 «onderlinge duels» 17:00 (UTC+8) | Palestina          | 1 – 0   | Mongolië | MFF Football Centre, Ulaanbaatar Toeschouwers: 1.828 Scheidsrechter: Shukri Al Hanfosh (KSA) |
| 8 juni 2022 «onderlinge duels» 17:00 (UTC+8) | Dabbagh 85' (pen.) | Verslag |          | MFF Football Centre, Ulaanbaatar Toeschouwers: 1.828 Scheidsrechter: Shukri Al Hanfosh (KSA) |

|                                               |          |         |                |                                                                                            |
| 11 juni 2022 «onderlinge duels» 12:30 (UTC+8) | Mongolië | 0 – 1   | Filipijnen     | MFF Football Centre, Ulaanbaatar Toeschouwers: 1.287 Scheidsrechter: Chen Hsin-chuan (TPE) |
| 11 juni 2022 «onderlinge duels» 12:30 (UTC+8) |          | Verslag | 90+3' Holtmann | MFF Football Centre, Ulaanbaatar Toeschouwers: 1.287 Scheidsrechter: Chen Hsin-chuan (TPE) |

|                                               |       |         |                                                                      |                                                                                          |
| 11 juni 2022 «onderlinge duels» 17:00 (UTC+8) | Jemen | 0 – 5   | Palestina                                                            | MFF Football Centre, Ulaanbaatar Toeschouwers: 21 Scheidsrechter: Nazmi Nasaruddin (MAS) |
| 11 juni 2022 «onderlinge duels» 17:00 (UTC+8) |       | Verslag | 14' Dabbagh 45+2' Rashid 47' Yameen 58' Chihadeh 64' (e.d.) Al-Wajih | MFF Football Centre, Ulaanbaatar Toeschouwers: 21 Scheidsrechter: Nazmi Nasaruddin (MAS) |

|                                               |                                                 |         |            |                                                                                           |
| 14 juni 2022 «onderlinge duels» 12:30 (UTC+8) | Palestina                                       | 4 – 0   | Filipijnen | MFF Football Centre, Ulaanbaatar Toeschouwers: 92 Scheidsrechter: Mooud Bonyadifard (IRN) |
| 14 juni 2022 «onderlinge duels» 12:30 (UTC+8) | Chihadeh 31' Seyam 42' Yameen 55' Abu Warda 72' | Verslag |            | MFF Football Centre, Ulaanbaatar Toeschouwers: 92 Scheidsrechter: Mooud Bonyadifard (IRN) |

|                                               |       |         |                    |                                                                                               |
| 14 juni 2022 «onderlinge duels» 17:00 (UTC+8) | Jemen | 0 – 2   | Mongolië           | MFF Football Centre, Ulaanbaatar Toeschouwers: 1.567 Scheidsrechter: Dayirbek Abdildaev (KGZ) |
| 14 juni 2022 «onderlinge duels» 17:00 (UTC+8) |       | Verslag | 8', 53' G. Ganbold | MFF Football Centre, Ulaanbaatar Toeschouwers: 1.567 Scheidsrechter: Dayirbek Abdildaev (KGZ) |

### Groep C
| Pos | Team        | Wed | W | G | V | Ptn | DV | DT | +/− | Kwalificatie  |   | Vlag van Oezbekistan | Vlag van Thailand | Vlag van Malediven | Vlag van Sri Lanka |
| --- | ----------- | --- | - | - | - | --- | -- | -- | --- | ------------- | - | -------------------- | ----------------- | ------------------ | ------------------ |
| 1   | Oezbekistan | 3   | 3 | 0 | 0 | 9   | 9  | 0  | +9  | Azië Cup 2023 |   |                      | –                 | –                  | 3 – 0              |
| 2   | Thailand    | 3   | 2 | 0 | 1 | 6   | 5  | 2  | +3  | Azië Cup 2023 |   | –                    |                   | 3 – 0              | –                  |
| 3   | Malediven   | 3   | 1 | 0 | 2 | 3   | 1  | 7  | −6  |               |   | 0 – 4                | –                 |                    | –                  |
| 4   | Sri Lanka   | 3   | 0 | 0 | 3 | 0   | 0  | 6  | −6  |               | – | 0 – 2                | –                 |                    |                    |

|                                              |                                     |         |           |                                                                                     |
| 8 juni 2022 «onderlinge duels» 17:00 (UTC+5) | Thailand                            | 3 – 0   | Malediven | Markaziystadion, Namangan Toeschouwers: 1.100 Scheidsrechter: Mohammad Arafah (JOR) |
| 8 juni 2022 «onderlinge duels» 17:00 (UTC+5) | Sarach 40' Teerasil 45+2' Pansa 80' | Verslag |           | Markaziystadion, Namangan Toeschouwers: 1.100 Scheidsrechter: Mohammad Arafah (JOR) |

|                                              |                                          |         |           |                                                                                      |
| 8 juni 2022 «onderlinge duels» 20:30 (UTC+5) | Oezbekistan                              | 3 – 0   | Sri Lanka | Markaziystadion, Namangan Toeschouwers: 12.400 Scheidsrechter: Thoriq Alkatiri (IDN) |
| 8 juni 2022 «onderlinge duels» 20:30 (UTC+5) | Masharipov 36' Khamdamov 48' Sayfiev 61' | Verslag |           | Markaziystadion, Namangan Toeschouwers: 12.400 Scheidsrechter: Thoriq Alkatiri (IDN) |

|                                               |           |         |                              |                                                                                    |
| 11 juni 2022 «onderlinge duels» 17:00 (UTC+5) | Sri Lanka | 0 – 2   | Thailand                     | Markaziystadion, Namangan Toeschouwers: 570 Scheidsrechter: Khaled Al-Shaqsi (OMA) |
| 11 juni 2022 «onderlinge duels» 17:00 (UTC+5) |           | Verslag | 34' Thitiphan 90+5' Worachit | Markaziystadion, Namangan Toeschouwers: 570 Scheidsrechter: Khaled Al-Shaqsi (OMA) |

|                                               |           |         |                                     |                                                                                      |
| 11 juni 2022 «onderlinge duels» 20:30 (UTC+5) | Malediven | 0 – 4   | Oezbekistan                         | Markaziystadion, Namangan Toeschouwers: 9.066 Scheidsrechter: Masoud Tufaylieh (SYR) |
| 11 juni 2022 «onderlinge duels» 20:30 (UTC+5) |           | Verslag | 2', 51', 80' Sjomoerodov 86' Urunov | Markaziystadion, Namangan Toeschouwers: 9.066 Scheidsrechter: Masoud Tufaylieh (SYR) |

|                                               |             |         |           |                                                                            |
| 14 juni 2022 «onderlinge duels» 17:00 (UTC+5) | Malediven   | 1 – 0   | Sri Lanka | Markaziystadion, Namangan Toeschouwers: 920 Scheidsrechter: Ali Reda (LIB) |
| 14 juni 2022 «onderlinge duels» 17:00 (UTC+5) | Mohamed 63' | Verslag |           | Markaziystadion, Namangan Toeschouwers: 920 Scheidsrechter: Ali Reda (LIB) |

|                                               |                              |         |          |                                                                                   |
| 14 juni 2022 «onderlinge duels» 20:30 (UTC+5) | Oezbekistan                  | 2 – 0   | Thailand | Markaziystadion, Namangan Toeschouwers: 21.405 Scheidsrechter: Hasan Akrami (IRN) |
| 14 juni 2022 «onderlinge duels» 20:30 (UTC+5) | Masharipov 8' Turgunboev 23' | Verslag |          | Markaziystadion, Namangan Toeschouwers: 21.405 Scheidsrechter: Hasan Akrami (IRN) |

### Groep D
| Pos | Team        | Wed | W | G | V | Ptn | DV | DT | +/− | Kwalificatie  |   | Vlag van India | Vlag van Hongkong | Vlag van Afghanistan | Vlag van Cambodja |
| --- | ----------- | --- | - | - | - | --- | -- | -- | --- | ------------- | - | -------------- | ----------------- | -------------------- | ----------------- |
| 1   | India       | 3   | 3 | 0 | 0 | 9   | 8  | 1  | +7  | Azië Cup 2023 |   |                | –                 | –                    | 2 – 0             |
| 2   | Hongkong    | 3   | 2 | 0 | 1 | 6   | 5  | 5  | 0   | Azië Cup 2023 |   | –              |                   | 2 – 1                | –                 |
| 3   | Afghanistan | 3   | 0 | 1 | 2 | 1   | 4  | 6  | −2  |               |   | 1 – 2          | –                 |                      | –                 |
| 4   | Cambodja    | 3   | 0 | 1 | 2 | 1   | 2  | 7  | −5  |               | – | 0 – 3          | –                 |                      |                   |

|                                                 |                      |         |             |                                                                                    |
| 8 juni 2022 «onderlinge duels» 17:00 (UTC+5:30) | Hongkong             | 2 – 1   | Afghanistan | Salt Lake Stadium, Calcutta Toeschouwers: 1.115 Scheidsrechter: Ahmed Al-Ali (JOR) |
| 8 juni 2022 «onderlinge duels» 17:00 (UTC+5:30) | Wong Wai 23' Orr 27' | Verslag | 81' Noor    | Salt Lake Stadium, Calcutta Toeschouwers: 1.115 Scheidsrechter: Ahmed Al-Ali (JOR) |

|                                                 |                         |         |          |                                                                                    |
| 8 juni 2022 «onderlinge duels» 20:30 (UTC+5:30) | India                   | 2 – 0   | Cambodja | Salt Lake Stadium, Calcutta Toeschouwers: 26.118 Scheidsrechter: Baraa Aisha (PLE) |
| 8 juni 2022 «onderlinge duels» 20:30 (UTC+5:30) | Chhetri 14' (pen.), 60' | Verslag |          | Salt Lake Stadium, Calcutta Toeschouwers: 26.118 Scheidsrechter: Baraa Aisha (PLE) |

|                                                  |          |         |                                            |                                                                                          |
| 11 juni 2022 «onderlinge duels» 17:00 (UTC+5:30) | Cambodja | 0 – 3   | Hongkong                                   | Salt Lake Stadium, Calcutta Toeschouwers: 1.078 Scheidsrechter: Yousif Saeed Hasan (IRQ) |
| 11 juni 2022 «onderlinge duels» 17:00 (UTC+5:30) |          | Verslag | 19' Orr 21' Sun Ming Him 63' Chan Siu Kwan | Salt Lake Stadium, Calcutta Toeschouwers: 1.078 Scheidsrechter: Yousif Saeed Hasan (IRQ) |

|                                                  |               |         |                         |                                                                                          |
| 11 juni 2022 «onderlinge duels» 20:30 (UTC+5:30) | Afghanistan   | 1 – 2   | India                   | Salt Lake Stadium, Calcutta Toeschouwers: 44.216 Scheidsrechter: Razlan Joffri Ali (MAS) |
| 11 juni 2022 «onderlinge duels» 20:30 (UTC+5:30) | Zu. Amiri 88' | Verslag | 86' Chhetri 90+1' Samad | Salt Lake Stadium, Calcutta Toeschouwers: 44.216 Scheidsrechter: Razlan Joffri Ali (MAS) |

|                                                  |                         |         |                        |                                                                                   |
| 14 juni 2022 «onderlinge duels» 17:00 (UTC+5:30) | Afghanistan             | 2 – 2   | Cambodja               | Salt Lake Stadium, Calcutta Toeschouwers: 982 Scheidsrechter: Payam Heidari (IRN) |
| 14 juni 2022 «onderlinge duels» 17:00 (UTC+5:30) | Shayesteh 16' Zazai 35' | Verslag | 37' Thiva 81' Sokpheng | Salt Lake Stadium, Calcutta Toeschouwers: 982 Scheidsrechter: Payam Heidari (IRN) |

|                                                  |                                                 |         |          |                                                                                       |
| 14 juni 2022 «onderlinge duels» 20:30 (UTC+5:30) | India                                           | 4 – 0   | Hongkong | Salt Lake Stadium, Calcutta Toeschouwers: 48.216 Scheidsrechter: Qasim Al-Hatmi (OMA) |
| 14 juni 2022 «onderlinge duels» 20:30 (UTC+5:30) | Ali 1' Chhetri 45+1' M. Singh 85' Pandita 90+3' | Verslag |          | Salt Lake Stadium, Calcutta Toeschouwers: 48.216 Scheidsrechter: Qasim Al-Hatmi (OMA) |

### Groep E
| Pos | Team         | Wed | W | G | V | Ptn | DV | DT | +/− | Kwalificatie  |   | Vlag van Bahrein | Vlag van Maleisië | Vlag van Turkmenistan | Vlag van Bangladesh |
| --- | ------------ | --- | - | - | - | --- | -- | -- | --- | ------------- | - | ---------------- | ----------------- | --------------------- | ------------------- |
| 1   | Bahrein      | 3   | 3 | 0 | 0 | 9   | 5  | 1  | +4  | Azië Cup 2023 |   |                  | –                 | 1 – 0                 | 2 – 0               |
| 2   | Maleisië     | 3   | 2 | 0 | 1 | 6   | 8  | 4  | +4  | Azië Cup 2023 |   | 1 – 2            |                   | –                     | 4 – 1               |
| 3   | Turkmenistan | 3   | 1 | 0 | 2 | 3   | 3  | 5  | −2  |               |   | –                | 1 – 3             |                       | –                   |
| 4   | Bangladesh   | 3   | 0 | 0 | 3 | 0   | 2  | 8  | −6  |               | – | –                | 1 – 2             |                       |                     |

|                                              |                  |         |                                        | |
| 8 juni 2022 «onderlinge duels» 21:00 (UTC+8) | Turkmenistan     | 1 – 3   | Maleisië                               | Bukit Jalil Nationaal Stadion, Kuala Lumpur Toeschouwers: 21.591 Scheidsrechter: Omar Al-Yaqoubi (OMA) |
| 8 juni 2022 «onderlinge duels» 21:00 (UTC+8) | Annadurdyýew 37' | Verslag | 11' Safawi 16' Faisal 45+2' Corbin-Ong | Bukit Jalil Nationaal Stadion, Kuala Lumpur Toeschouwers: 21.591 Scheidsrechter: Omar Al-Yaqoubi (OMA) |

|                                              |                        |         |            | |
| 8 juni 2022 «onderlinge duels» 17:15 (UTC+8) | Bahrein                | 2 – 0   | Bangladesh | Bukit Jalil Nationaal Stadion, Kuala Lumpur Toeschouwers: 826 Scheidsrechter: Tejas Nagvenkar (IND) |
| 8 juni 2022 «onderlinge duels» 17:15 (UTC+8) | Haram 34' Al-Aswad 42' | Verslag |            | Bukit Jalil Nationaal Stadion, Kuala Lumpur Toeschouwers: 826 Scheidsrechter: Tejas Nagvenkar (IND) |

|                                               |             |         |                            | |
| 11 juni 2022 «onderlinge duels» 17:15 (UTC+8) | Bangladesh  | 1 – 2   | Turkmenistan               | Bukit Jalil Nationaal Stadion, Kuala Lumpur Toeschouwers: 5.598 Scheidsrechter: Clifford Daypuyat (PHI) |
| 11 juni 2022 «onderlinge duels» 17:15 (UTC+8) | Ibrahim 12' | Verslag | 7' Annadurdyýew 77' Amanow | Bukit Jalil Nationaal Stadion, Kuala Lumpur Toeschouwers: 5.598 Scheidsrechter: Clifford Daypuyat (PHI) |

|                                               |             |         |                            | |
| 11 juni 2022 «onderlinge duels» 21:00 (UTC+8) | Maleisië    | 1 – 2   | Bahrein                    | Bukit Jalil Nationaal Stadion, Kuala Lumpur Toeschouwers: 21.591 Scheidsrechter: Omar Al-Yaqoubi (OMA) |
| 11 juni 2022 «onderlinge duels» 21:00 (UTC+8) | Sumareh 55' | Verslag | 57' Haram 81' (pen.) Helal | Bukit Jalil Nationaal Stadion, Kuala Lumpur Toeschouwers: 21.591 Scheidsrechter: Omar Al-Yaqoubi (OMA) |

|                                               |                  |         |              | |
| 14 juni 2022 «onderlinge duels» 17:15 (UTC+8) | Bahrein          | 1 – 0   | Turkmenistan | Bukit Jalil Nationaal Stadion, Kuala Lumpur Toeschouwers: 2.970 Scheidsrechter: Nivon Robesh Gamini (SRI) |
| 14 juni 2022 «onderlinge duels» 17:15 (UTC+8) | Helal 23' (pen.) | Verslag |              | Bukit Jalil Nationaal Stadion, Kuala Lumpur Toeschouwers: 2.970 Scheidsrechter: Nivon Robesh Gamini (SRI) |

|                                               |                                                |         |             | |
| 14 juni 2022 «onderlinge duels» 21:00 (UTC+8) | Maleisië                                       | 4 – 1   | Bangladesh  | Bukit Jalil Nationaal Stadion, Kuala Lumpur Toeschouwers: 52.964 Scheidsrechter: Zaid Thamer Mohammed (IRQ) |
| 14 juni 2022 «onderlinge duels» 21:00 (UTC+8) | Safawi 16' (pen.) Cools 38' Syafiq 47' Lok 73' | Verslag | 31' Ibrahim | Bukit Jalil Nationaal Stadion, Kuala Lumpur Toeschouwers: 52.964 Scheidsrechter: Zaid Thamer Mohammed (IRQ) |

### Groep F
| Pos | Team         | Wed | W | G | V | Ptn | DV | DT | +/− | Kwalificatie  |   | Vlag van Tadzjikistan | Vlag van Kirgizië | Vlag van Singapore | Vlag van Myanmar |
| --- | ------------ | --- | - | - | - | --- | -- | -- | --- | ------------- | - | --------------------- | ----------------- | ------------------ | ---------------- |
| 1   | Tadzjikistan | 3   | 2 | 1 | 0 | 7   | 5  | 0  | +5  | Azië Cup 2023 |   |                       | –                 | –                  | 4 – 0            |
| 2   | Kirgizië     | 3   | 2 | 1 | 0 | 7   | 4  | 1  | +3  | Azië Cup 2023 |   | 0 – 0                 |                   | 2 – 1              | –                |
| 3   | Singapore    | 3   | 1 | 0 | 2 | 3   | 7  | 5  | +2  |               |   | 0 – 1                 | –                 |                    | –                |
| 4   | Myanmar      | 3   | 0 | 0 | 3 | 0   | 2  | 12 | −10 |               | – | 0 – 2                 | 2 – 6             |                    |                  |

|                                              |                                                          |         |         |                                                                                       |
| 8 juni 2022 «onderlinge duels» 16:30 (UTC+6) | Tadzjikistan                                             | 4 – 0   | Myanmar | Dolen Omurzakovstadion, Bisjkek Toeschouwers: 50 Scheidsrechter: Ammar Mahfoodh (BHR) |
| 8 juni 2022 «onderlinge duels» 16:30 (UTC+6) | Mabatshoev 9', 57' Dzhalilov 56' (pen.) Pandzhshanbe 84' | Verslag |         | Dolen Omurzakovstadion, Bisjkek Toeschouwers: 50 Scheidsrechter: Ammar Mahfoodh (BHR) |

|                                              |                             |         |                   |                                                                                        |
| 8 juni 2022 «onderlinge duels» 20:00 (UTC+6) | Kirgizië                    | 2 – 1   | Singapore         | Dolen Omurzakovstadion, Bisjkek Toeschouwers: 7.322 Scheidsrechter: Feras Taweel (SYR) |
| 8 juni 2022 «onderlinge duels» 20:00 (UTC+6) | Kichin 77' (pen.) Maier 82' | Verslag | 57' Song Ui-young | Dolen Omurzakovstadion, Bisjkek Toeschouwers: 7.322 Scheidsrechter: Feras Taweel (SYR) |

|                                               |           |         |                |                                                                                          |
| 11 juni 2022 «onderlinge duels» 16:30 (UTC+6) | Singapore | 0 – 1   | Tadzjikistan   | Dolen Omurzakovstadion, Bisjkek Toeschouwers: 84 Scheidsrechter: Mohammad Ghabayen (JOR) |
| 11 juni 2022 «onderlinge duels» 16:30 (UTC+6) |           | Verslag | 53' Mabatshoev | Dolen Omurzakovstadion, Bisjkek Toeschouwers: 84 Scheidsrechter: Mohammad Ghabayen (JOR) |

|                                               |         |         |                |                                                                                           |
| 11 juni 2022 «onderlinge duels» 21:00 (UTC+6) | Myanmar | 0 – 2   | Kirgizië       | Dolen Omurzakovstadion, Bisjkek Toeschouwers: 7.522 Scheidsrechter: Rowan Arumughan (IND) |
| 11 juni 2022 «onderlinge duels» 21:00 (UTC+6) |         | Verslag | 25', 45' Maier | Dolen Omurzakovstadion, Bisjkek Toeschouwers: 7.522 Scheidsrechter: Rowan Arumughan (IND) |

|                                               |                                       |         |                                                         |                                                                                     |
| 14 juni 2022 «onderlinge duels» 16:30 (UTC+6) | Myanmar                               | 2 – 6   | Singapore                                               | Dolen Omurzakovstadion, Bisjkek Toeschouwers: 0 Scheidsrechter: Bijan Heydari (IRN) |
| 14 juni 2022 «onderlinge duels» 16:30 (UTC+6) | Win Naing Tun 53' Aung Kaung Mann 66' | Verslag | 9', 54', 69' Ikhsan 16' Song Ui-young 42' Quak 89'Hafiz | Dolen Omurzakovstadion, Bisjkek Toeschouwers: 0 Scheidsrechter: Bijan Heydari (IRN) |

|                                               |          |       |              |                                                                                         |
| 14 juni 2022 «onderlinge duels» 21:00 (UTC+6) | Kirgizië | 0 – 0 | Tadzjikistan | Dolen Omurzakovstadion, Bisjkek Toeschouwers: 17.340 Scheidsrechter: Ko Hyung-jin (KOR) |
| 14 juni 2022 «onderlinge duels» 21:00 (UTC+6) | Verslag  |       |              | Dolen Omurzakovstadion, Bisjkek Toeschouwers: 17.340 Scheidsrechter: Ko Hyung-jin (KOR) |

### Ranking tweede plaatsen
| Pos | Grp | Team       | Wed | W | G | V | Ptn | DV | DT | +/− | Kwalificatie  |
| --- | --- | ---------- | --- | - | - | - | --- | -- | -- | --- | ------------- |
| 1   | F   | Kirgizië   | 3   | 2 | 1 | 0 | 7   | 4  | 1  | +3  | Azië Cup 2023 |
| 2   | A   | Indonesië  | 3   | 2 | 0 | 1 | 6   | 9  | 2  | +7  | Azië Cup 2023 |
| 3   | E   | Maleisië   | 3   | 2 | 0 | 1 | 6   | 8  | 4  | +4  | Azië Cup 2023 |
| 4   | C   | Thailand   | 3   | 2 | 0 | 1 | 6   | 5  | 2  | +3  | Azië Cup 2023 |
| 5   | D   | Hongkong   | 3   | 2 | 0 | 1 | 6   | 5  | 5  | 0   | Azië Cup 2023 |
| 6   | B   | Filipijnen | 3   | 1 | 1 | 1 | 4   | 1  | 4  | −3  |               |

## Gekwalificeerde landen
| Land                         | Gekwalificeerd als     | Kwalificatiedatum | Aantal deelnames in toernooi (vorige deelnames)                                          |
| ---------------------------- | ---------------------- | ----------------- | ---------------------------------------------------------------------------------------- |
| Syrië                        | WK kwalificatiegroep A | 7 juni 2021       | 7e (1980, 1984, 1988, 1996, 2011, 2019)                                                  |
| China                        | WK kwalificatiegroep A | 15 juni 2021      | 13e (1976, 1980, 1984, 1988, 1992, 1996, 2000, 2004, 2007, 2011, 2015, 2019)             |
| Australië                    | WK kwalificatiegroep B | 11 juni 2021      | 5e (2007, 2011, 2015, 2019)                                                              |
| Iran                         | WK kwalificatiegroep C | 15 juni 2021      | 15e (1968, 1972, 1976, 1980, 1984, 1988, 1992, 1996, 2000, 2004, 2007, 2011, 2015, 2019) |
| Irak                         | WK kwalificatiegroep C | 15 juni 2021      | 10e (1972, 1976, 1996, 2000, 2004, 2007, 2011, 2015, 2019)                               |
| Saoedi-Arabië                | WK kwalificatiegroep D | 15 juni 2021      | 11e (1984, 1988, 1992, 1996, 2000, 2004, 2007, 2011, 2015, 2019)                         |
| Qatar                        | WK kwalificatiegroep E | 7 juni 2021       | 11e (1980, 1984, 1988, 1992, 2000, 2004, 2007, 2011, 2015, 2019)                         |
| Oman                         | WK kwalificatiegroep E | 15 juni 2021      | 5e (2004, 2007, 2015, 2019)                                                              |
| Japan                        | WK kwalificatiegroep F | 28 mei 2021       | 11e (1988, 1992, 1996, 2000, 2004, 2007, 2011, 2015, 2019)                               |
| Verenigde Arabische Emiraten | WK kwalificatiegroep G | 15 juni 2021      | 11e (1980, 1984, 1988, 1992, 1996, 2004, 2007, 2011, 2015, 2019)                         |
| Vietnam                      | WK kwalificatiegroep G | 15 juni 2021      | 5e (1956, 1960, 2007, 2019)                                                              |
| Zuid-Korea                   | WK kwalificatiegroep H | 9 juni 2021       | 15e (1956, 1960, 1964, 1972, 1980, 1984, 1988, 1996, 2000, 2004, 2007, 2011, 2015, 2019) |
| Libanon                      | WK kwalificatiegroep H | 15 juni 2021      | 3e (2000, 2019)                                                                          |
| Jordanië                     | Derde ronde groep A    | 14 juni 2022      | 5e (2004, 2011, 2015, 2019)                                                              |
| Indonesië                    | Derde ronde groep A    | 14 juni 2022      | 5e (1996, 2000, 2004, 2007)                                                              |
| Palestina                    | Derde ronde groep B    | 14 juni 2022      | 3e (2015, 2019)                                                                          |
| Thailand                     | Derde ronde groep C    | 14 juni 2022      | 8e (1972, 1992, 1996, 2000, 2004, 2007, 2019)                                            |
| Oezbekistan                  | Derde ronde groep C    | 14 juni 2022      | 8e (1996, 2000, 2004, 2007, 2011, 2015, 2019)                                            |
| Hongkong                     | Derde ronde groep D    | 14 juni 2022      | 4e (1956, 1964, 1968)                                                                    |
| India                        | Derde ronde groep D    | 14 juni 2022      | 5e (1964, 1984, 2011, 2019)                                                              |
| Maleisië                     | Derde ronde groep E    | 14 juni 2022      | 4e (1976, 1980, 2007)                                                                    |
| Bahrein                      | Derde ronde groep E    | 14 juni 2022      | 7e (1988, 2004, 2007, 2011, 2015, 2019)                                                  |
| Kirgizië                     | Derde ronde groep F    | 14 juni 2022      | 2e (2019)                                                                                |
| Tadzjikistan                 | Derde ronde groep F    | 14 juni 2022      | 1e (debuut)                                                                              |